# Tožské lidové hnutí
Tožské lidové hnutí (francouzsky Mouvement Populaire Togolais, MPT) byla politická strana v Togu založená roku 1954.

## Historie
Strana byla založena dne 16. srpna 1954 po rozkolu v Tožské straně pokroku (PTP) poté, co z ní byl vyloučen John Atayi. V parlamentních volbách ve Francouzském Togolandu v roce 1955 získala MPT 1,4 % hlasů, které jí nezajistily žádný mandát. V parlamentních volbách ve Francouzském Togolandu v roce 1958 získala 0,3 % hlasů a opět nezískala žádný mandát.
Po státním převratu v roce 1963 byla MPT jednou ze čtyř stran koalice Smíření a národní unie, která postavila jednotnou kandidátku do parlamentní části všeobecných voleb konaných v květnu 1963. Její zástupce, Nicola Grunitzky, jako jediný kandidoval v prezidentské části voleb a byl zvolen prezidentem Toga.
Po dalším státním převratu, ke kterému došlo v roce 1967, byla strana rozpuštěna.

## Volební výsledky

### Prezidentské
| Rok voleb | Stranický kandidát | První kolo | První kolo | Výsledek |
| Rok voleb | Stranický kandidát | Hlasy      | %          | Výsledek |
| --------- | ------------------ | ---------- | ---------- | -------- |
| 1963      | Nicolas Grunitzky  | 568 893    | 100 %      | zvolen   |

### Parlamentní
| Rok voleb | Předseda strany   | Hlasy   | %      | Získaná křesla | +/- |
| --------- | ----------------- | ------- | ------ | -------------- | --- |
| 1955      | Nicolas Grunitzky | 2 089   | 1,4 %  | 0/30           | -   |
| 1958      | Nicolas Grunitzky | 842     | 0,3 %  | 0/46           | -   |
| 1963      | Nicolas Grunitzky | 568 893 | 98,6 % | 14/56          | ▲14 |